# Vladímir Trusseniov
Vladímir Trusseniov   (Buinsk, 3 d'agost de 1931 - valor desconegut, 2001) fou un atleta rus, especialista en el llançament de disc, que va competir sota bandera de la Unió Soviètica durant les dècades de 1950 i 1960.
El 1960 va prendre part en els Jocs Olímpics d'Estiu de Roma, on fou quinzè en la prova del llançament de disc del programa d'atletisme. Quatre anys més tard, als Jocs de Tòquio, fou vuitè en la final de la mateixa prova.
En el seu palmarès destaquen dues medalles en la prova del llançament de disc del Campionat d'Europa d'atletisme, de bronze el 1958 i d'or el 1962; així com quatre campionats nacionals (1962, 1964, 1965, 1966). El 4 de juny de 1962 va establir un nou rècord mundial a Leningrad amb un llançament de 61,64 metres. Una vegada retirat va treballar com a entrenador d'atletisme fins al 1996.

## Millors marques
- Llançament de disc. 61,64 metres (1968)[6]